# 火打山

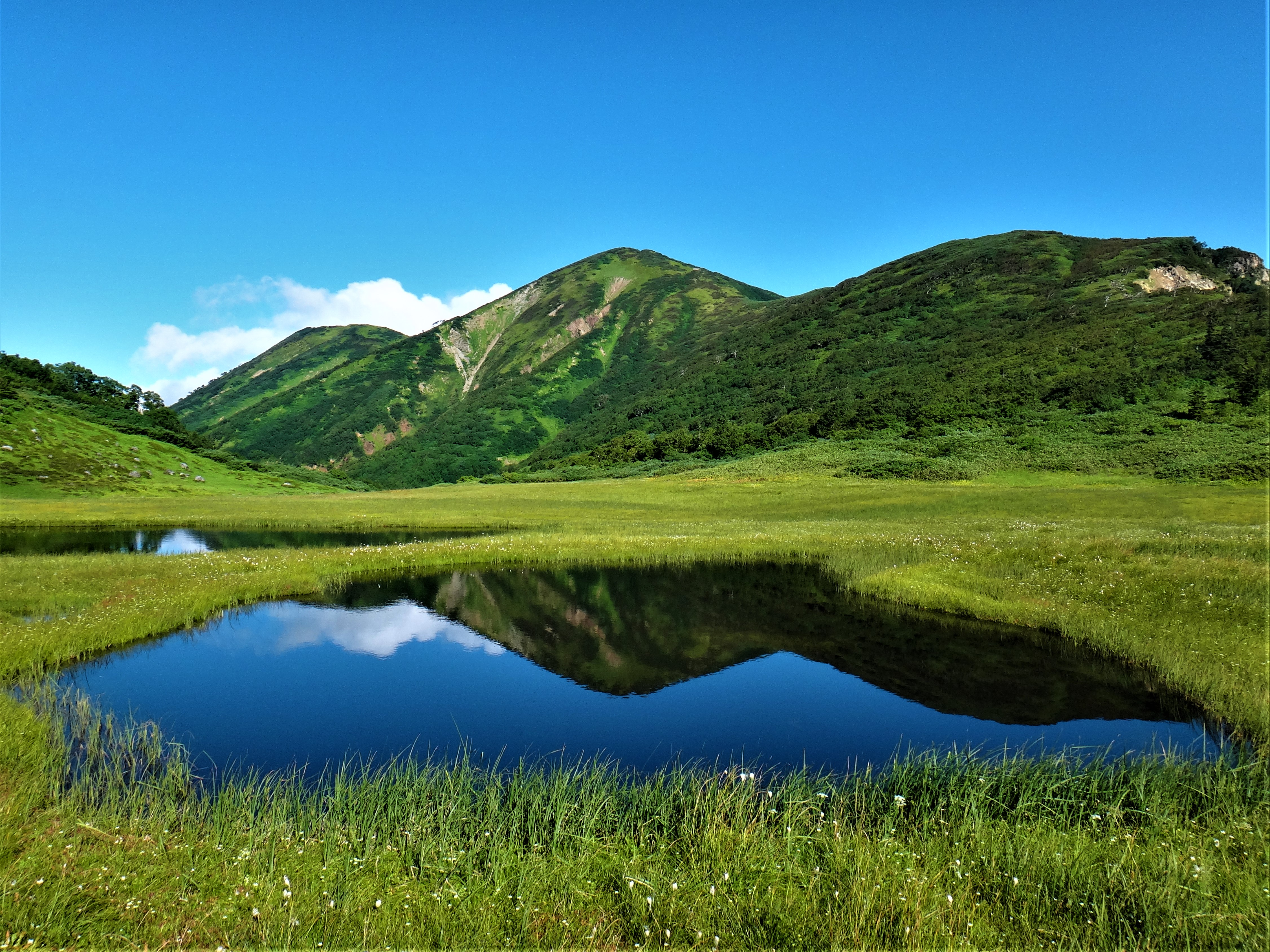
天狗之庭與火打山

火打山（日语：火打山）是一座跨越日本新潟縣糸魚川市和妙高市，位於妙高戶隱連山國立公園內的一座山峰，標高2462米，是頸城山塊的最高峰。被選為日本百名山和花之百名山。因其山容形似燧石（日文稱為火打石），因而得名。

## 登山
一般選擇由笹峰高原登山口進入，約六個小時登頂，鄰近有高谷池、黑澤池兩座收費山屋，也可以與鄰近的妙高山一起進行兩天縱走。
1. ↑  . tw.myoko-note.jp.   [2018-10-28]. （原始内容存档于2018-10-28） （中文（臺灣））.